# Inositol
L'inositol o inosita (compost del qual la forma mio-inositol o cis-1,2,3,5-trans-4,6-ciclohexanhexol és la més abundant a la naturalesa) és un polialcohol cíclic de sis àtoms de carboni, cadascun amb un grup alcohol (-OH). Químicament és un derivat del grup dels glúcids, un alditol d'importància biològica, ja que està implicat amb diversos processos bioquímics i de comunicació cel·lular a més de formar part estructural de les membranes cel·lulars. Es troba als teixits animals formant part de fosfolípids anomenats genèricament glicerofosfolípids o fosfoglicèrids, com el fosfatidilinositol i el fosfatidilinositol fosfat. Sol trobar-se en el teixit muscular i cerebral. Pel que fa als aliments, es pot trobar a alguns cereals, llegums, fruita seca i fruites com les taronges.
A més de l'isòmer més abundant, el mio-inositol, a la naturalesa es troben altres isòmers en quantitats menors: escil·lo-inositol, D-(+)-quiro-inositol i L-(-)-quiro-inositol, essent els dos darrers els únics que tenen activitat òptica. Altres isòmers addicionals són el cis-, epi-, al·lo-, muco- i el neo-inositol.

## Estructura
La fórmula química del mio-inositol és C₆H₁₂O₆. La forma més estable de l'anell de l'inositol és la conformació de cadira a la qual els hidroxils en posició 1, 3, 4, 5 i 6 són equatorials mentre que el que es troba en posició 2 és axial.
El mio-inositol de vegades s'anomena també meso-inositol, fent referència al fet que es tracta d'un compost meso, és a dir, amb un pla de simetria que passa pels àtoms C-2 i C-5.

## Isòmers
Existeixen nou estereoisòmers de l'inositol, l'estructura dels quals apareix recollida a la taula següent:

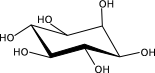
mio-inositol
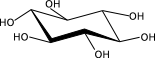
escil·lo-inositol
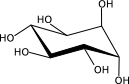
D-(+)-quiro-inositol
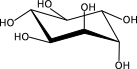
L-(-)-quiro-inositol
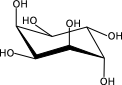
al·lo-inositol
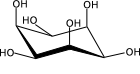
cis-inositol
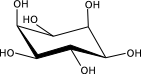
epi-inositol
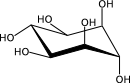
muco-inositol
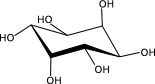
neo-inositol

## Síntesi
El mio-inositol és sintetitzat a les cèl·lules a partir de la glucosa-6-fosfat (G-6-P) en dues reaccions: a la primera la G-6-P és isomeritzada per l'enzim ISYNA1 (ISYNA1 (mio-inositol-1-fosfat sintase A1)) a mio-inositol-1-fosfat, que és defosforilat per la IMPasa 1 (mio-inositol monofosfatasa) per donar finalment mio-inositol.

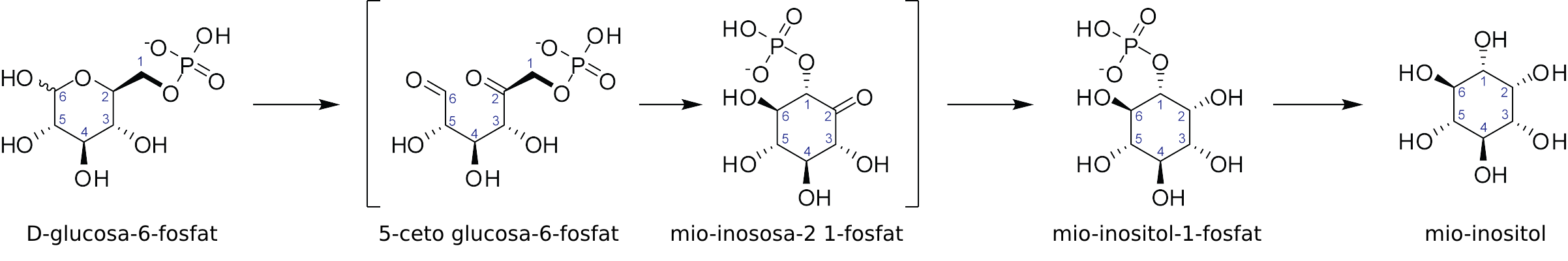
Via de biosíntesi de l'inositol.